# Cerapachys doryloides
}}
Cerapachys doryloides được Borowiec, M. L. phát hiện và mô tả vào năm 2009.